# John Caius
John Caius [ˈkiːz], född John Kays, på latin även Johannes Caius, Ioannes Caius, född 6 november 1510 i Norwich och död 29 juli 1573 i London, var en engelsk läkare och författare. Han var livmedikus åt Elisabet I av England och en av grundarna av Gonville and Caius College i Cambridge. Han skrev flera verk inom medicin och naturhistoria, däribland De Canibus Britannicis, 1570 ("Of Englishe Dogges", 1576) som var det första försöket att systematisera olika hundraser och rastyper.